# Нат, Виталий Евгеньевич
Виталий Евгеньевич Нат (укр. Віталій Євгенович Нат; род. 12 апреля 1977, Кривой Рог, Днепропетровская область) — украинский гандболист и тренер. Мастер спорта Украины международного класса.

## Биография
Родился 12 апреля 1977 года в городе Кривой Рог.
Выступал за команды: «СКИФ» (Киев) — 1994 год, ZTR (Запорожье) — с 1994 по 2007 годы (с перерывом), «Загреб» (Хорватия) — 2003 год, «Висла» (Польша, Плоцк) — с 2007 по 2009 год, «Виве Кельце» (Кельце, Польша) — с 2009 по 2011 год, «НМЦ Повен Забже» (Забже, Польша) — с 2011 по 2014 год.
Девятикратный чемпион Украины. Чемпион Польши. Выступал за молодёжную и национальную сборные команды Украины. Второй призёр чемпионата мира среди молодёжных команд 1997 года.
С июля 2014 года — главный тренер гандбольного клуба ZTR. Под его руководством команда трижды становилась вторым призёром чемпионатов Украины (2015, 2016, 2017) и финалистом Кубка Украины (2015, 2016).